# Hans Lindh (konstnär)

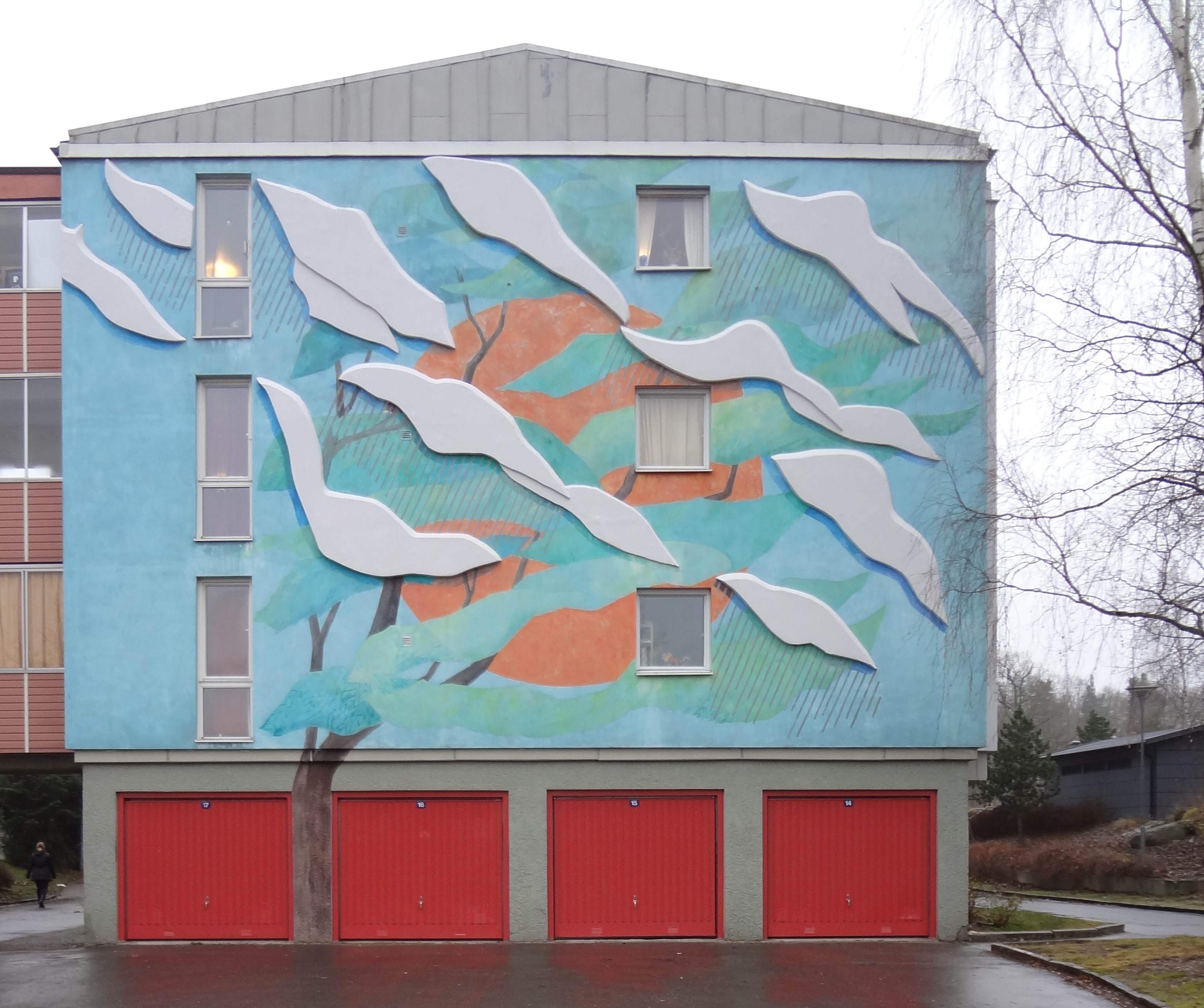
Väggmålningen Väderlek av Hans Lindh på Ladugårdsgatan i Eskilstuna

Hans Bertil Lindh, född 3 september 1926 i Eskilstuna, död 15 april 2020 i Eskilstuna, var en svensk målare, grafiker och teckningslärare. 
Lindh var son till byggmästaren Hans Lundh och Tyra Rosendahl och från 1953 gift Barbro Lindh. Han studerade vid Högre konstindustriella skolan i Stockholm och under självstudier på resor till Spanien, Jugoslavien, Grekland och Spanien. Separat ställde han ut på Lilla Paviljongen i Stockholm 1952 och tillsammans med Vera Ahlberg i Västerås 1955. Lindh medverkade i samlingsutställningar med Sveriges allmänna konstförening och i utställningen Svart på vitt vid Konstakademien 1955. Hans konst består av interiörer och landskap i olja samt en rad grafiska tekniker. Lindh är representerad vid Moderna museet, Kalmar konstmuseum, Eskilstuna konstmuseum, Karlstad museum, Luleå museum, Norrköpings konstmuseum, Borås konstmuseum, Västerås konstmuseum, Stockholms läns landsting och Östergötlands läns landsting. 

### Fotnoter
1. ↑  Moderna museet
2. ↑  ”Kalmar konstmuseum”. Arkiverad från originalet den 4 december 2017. https://web.archive.org/web/20171204061212/http://konstdatabas.designarkivet.se/index.php/Detail/Object/Show/object_id/2055. Läst 3 december 2017.